# Paweł Nastula

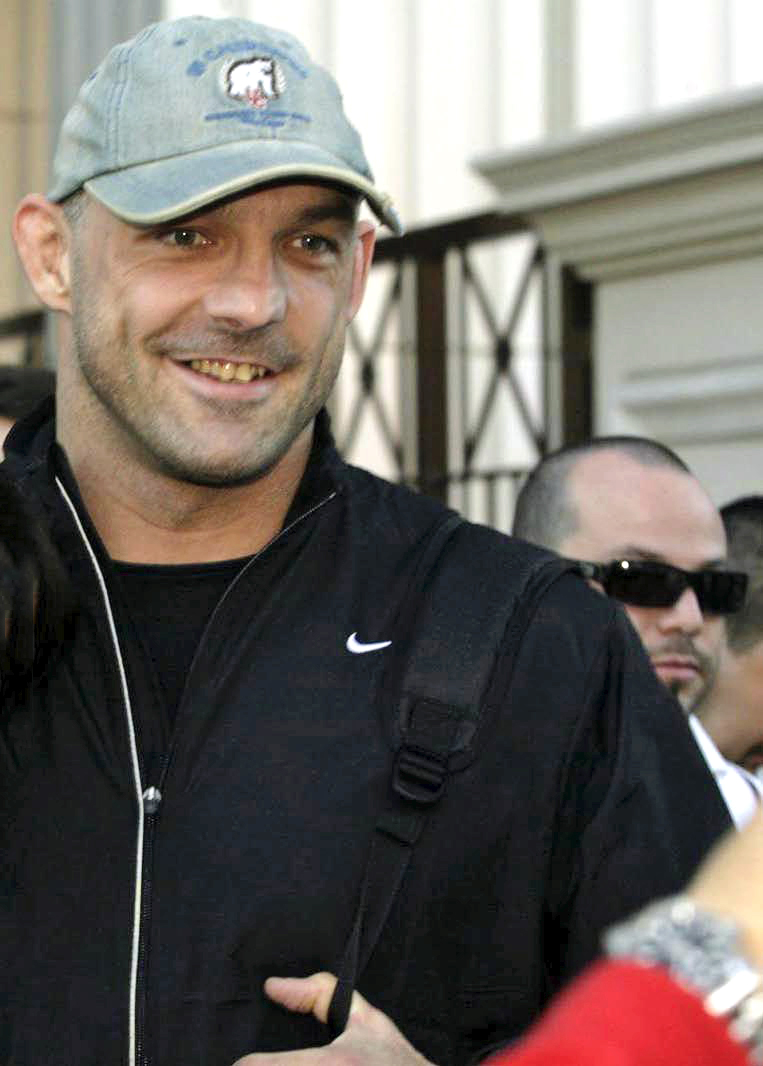
Paweł Nastula, 2006

Paweł Marcin Nastula (* 26. Juni 1970 in Warschau) ist ein polnischer Judoka.

## Biografie
Nastula begann mit dem Judo-Training im Alter von zehn Jahren in Warschau. Seine stärksten Jahre waren zwischen 1994 und 1998. In diesen Jahren wurde er in der Klasse bis 95 kg bei über 200 Kämpfen nie bezwungen. In dieser Zeit wurde er dreimal Europameister, zweimal Weltmeister und bei den Olympischen Spielen 1996 in Atlanta Olympiasieger. Erst als er die Klasse wechselte und in der Gewichtsklasse bis 100 kg antrat, war seine Erfolgszeit beendet.
1995 und 1997 wurde er polnischer Sportler des Jahres. Im Jahr 2000 veröffentlichte er sein Buch Mein Judo.
Ab Mitte 2005 nahm Paweł Nastula an der Mixed-Martial-Arts-Veranstaltung Pride FC teil. Er kämpfte u. a. gegen Antônio Rodrigo Nogueira, Alexander Jemeljanenko und Edson Drago. 2006 wurde er nach einem Kampf gegen Josh Barnett des Dopings überführt. Der Test ergab erhöhte Werte für die vier Substanzen Nandrolon, Phenylpropanolamin, Pseudoephedrin und Ephedrin.
In Polen ist er bis heute der beliebteste Judoka. 2009 nahm er an der polnischen Version von Let’s Dance teil.